# عبد القادر بلحسن
عبد القادر بلحسن لاعب كرة قدم تونسي سابق، كان يشغل خطة مهاجم، وقد لعب ضمن أربعة نوادي هي: النادي الأولمبي للنقل والترجي الرياضي التونسي والنادي الرياضي البنزرتي والأهلي السعودي، وأحرز على لقب أحسن هداف خلال موسمين: الأول 1992-1993 ضمن النادي البنرزتي والثاني: 1997-1998 ضمن الترجي الرياضي. اتجه بعد انتهاء مشواره كلاعب للتدريب حيث أشرف مع مختار التليلي في آخر موسم 2007-2008 على تدريب النادي الرياضي البنزرتي ، وفي عام 2009 أشرف على تدريب نادي نجم المتلوي والنادي الأولمبي للنقل خلال الموسم 2010-2011. وفي أبريل 2011 انتقل لتدريب نادي سبورتينغ المكنين.

## وصلات خارجية
- عبد القادر بلحسن على موقع قاعدة بيانات كرة القدم.إي يو (الإنجليزية)
- عبد القادر بلحسن على موقع ناشيونال فوتبول تيمز (الإنجليزية)
- عبد القادر بلحسن على موقع عالم كرة القدم.نت (الإنجليزية)